# Baby's Got a Temper
«Baby's Got a Temper» es una canción del grupo británico de música electrónica The Prodigy, lanzada como sencillo sin álbum el 1 de julio de 2002 por los sellos discográficos XL y Maverick. Fue el primer sencillo de la banda en cinco años después de «Smack My Bitch Up» en 1997, y también fue su primer lanzamiento después de que el bailarín Leeroy Thornhill dejara el grupo en 2000.
El sencillo, así como el video musical que lo acompaña, fue controvertido y recibió una respuesta negativa por parte de los críticos. La letra de la canción, escrita por Keith Flint, fue criticada en particular por jugar fuertemente con el uso indebido de la droga Rohipnol. Liam Howlett luego repudió el sencillo. A pesar de esta crítica, la canción fue un éxito entre los cinco primeros en las listas de sencillos del Reino Unido y Canadá.

## Grabación y composición
La canción fue escrita por Keith Flint cuando estaba en Flint, un proyecto paralelo de The Prodigy. Keith realizó varios conciertos, siendo el primero un breve set en el Download Festival el 1 de junio de 2003. Habiendo pensado que la banda estaba en el género metal industrial, Flint decidió que la canción contrastaría en gran medida con el estilo de la banda e invitó a Jim Davies a aparecer en la canción. Liam Howlett, el productor de la canción, argumentaría más tarde su repudió al sencillo. La demostración original, «NNNN (No Name No Number)», fue lanzada como una pista oculta en el álbum promocional Device #1 de Flint.
«Baby's Got a Temper» muestra brevemente el éxito anterior de la banda, «Firestarter», mientras que su tempo se establece en 100 BPM. La banda generó controversia al incluir referencias a la llamada droga Rohipnol en su letra; sin embargo, explicaron que la canción solo menciona el uso personal y no hace declaraciones sobre drogar a otros. Howlett luego describió la canción como «demasiado introvertida», ya que se centra en las experiencias personales de Keith Flint con la droga.

## Lanzamiento y recepción
Inicialmente, el sencillo estaba destinado a apoyar su próximo álbum, Always Outnumbered, Never Outgunned. Sin embargo, el álbum se modificó y la canción se eliminó de su lista de canciones. Debido al lanzamiento de la canción como un sencillo que no pertenece al álbum, en 2008, la discografía del sitio web oficial de la banda la clasificó como un extended play.
A muchos críticos no les gustó «Baby's Got a Temper» cuando se estrenó. PopMatters escribió que la canción «no suena como un gran salto adelante de las últimas pistas de Flint, y eso es una gran decepción considerando que hemos estado esperando cinco años». Además, NME criticó la canción y llamó a The Prodigy «simplemente idiotas totales» mientras la comparaba desfavorablemente con el pegamento. La canción fue prohibida en las estaciones de radio del Reino Unido debido al Rohipnol. BBC Radio 1 pensó que el disco sería «demasiado fuerte para digerir».
A pesar de las críticas negativas, fue un éxito comercial, y el sencillo se ubicó entre los cinco primeros en la lista de sencillos de Canadá y Reino Unido.

## Video musical
Se lanzó un video musical de la canción dirigido por Traktor como un sencillo en DVD que incluía un detrás de escenas. Presenta a tres hombres comunes, vestidos con trajes, que ingresan a un parque de atracciones abandonado. Entran en un tráiler de maquillaje, se visten y se maquillan, salen a un escenario donde resultan ser los miembros de la banda, Howlett, Flint y Maxim. Los tres actúan ante una multitud formada por ganado, que es ordeñado por mujeres strippers. Luego, la leche se pasa a un puesto y se vende al público que espera afuera y está desesperado por obtener un poco de manera adicta. Aparentemente, el video se basó en uno de los sueños de Howlett.
El video fue filmado en junio de 2002 en Kladno, República Checa. Hay muchas propiedades del Estado comunista de la República Socialista Checoslovaca: el automóvil en la escena inicial es el último modelo Škoda 120 L, el reloj de tiempo es el modelo clásico de Elektročas y los carruseles incluyen cisnes voladores (brazo hidráulico) fabricados en Bílovice.

## Lista de canciones
| CD, 12" (Reino Unido) y Sencillo CD (Australia) |                                      |          |  |
| N.º                                             | Título                               | Duración |  |
| 1.                                              | «Baby's Got a Temper» (main mix)     |          |  |
| 2.                                              | «Baby's Got a Temper» (dub)          |          |  |
| 3.                                              | «Baby's Got a Temper» (instrumental) |          |  |

| Sencillo DVD (Reino Unido y Estados Unidos) |                               |          |  |
| N.º                                         | Título                        | Duración |  |
| 1.                                          | «Baby's Got a Temper» (video) |          |  |
| 2.                                          | «A Day at Work»               |          |  |

| Sencillo CD (Europa) |                                  |          |  |
| N.º                  | Título                           | Duración |  |
| 1.                   | «Baby's Got a Temper» (main mix) |          |  |
| 2.                   | «Baby's Got a Temper» (dub)      |          |  |

| Sencillo CD (Estados Unidos) |                                          |          |  |
| N.º                          | Título                                   | Duración |  |
| 1.                           | «Baby's Got a Temper» (original version) |          |  |
| 2.                           | «Baby's Got a Temper» (instrumental)     |          |  |

| Maxi CD, vinilo 12" (Estados Unidos) |                                          |          |  |
| N.º                                  | Título                                   | Duración |  |
| 1.                                   | «Baby's Got a Temper» (original version) |          |  |
| 2.                                   | «Baby's Got a Temper» (dub mix)          |          |  |
| 3.                                   | «Baby's Got a Temper» (instrumental)     |          |  |
| 4.                                   | «Baby's Got a Temper» (a cappella)       |          |  |

| Sencillo DVD (Australia) |                               |          |  |
| N.º                      | Título                        | Duración |  |
| 1.                       | «Baby's Got a Temper» (video) |          |  |
| 2.                       | «DVD interface»               |          |  |
| 3.                       | «A Day at Work»               |          |  |

## Posicionamiento en listas
| Lista (2002)                                | Mejor posición |
| ------------------------------------------- | -------------- |
| Australia (ARIA)                            | 36             |
| Austria (Ö3 Austria Top 40)                 | 35             |
| Bélgica (Flandes) (Ultratip Bubbling Under) | 16             |
| Bélgica (Valonia) (Ultratip Bubbling Under) | 15             |
| Canadá (Nielsen SoundScan)                  | 5              |
| Dinamarca (Tracklisten)                     | 13             |
| Unión Europea (Eurochart Hot 100)           | 18             |
| Finlandia (OFC)                             | 7              |
| Francia (SNEP)                              | 73             |
| Alemania (Offizielle Deutsche Charts)       | 37             |
| Grecia (IFPI)                               | 3              |
| Irlanda (IRMA)                              | 14             |
| Ireland Dance (IRMA)                        | 2              |
| Italia (FIMI)                               | 18             |
| Países Bajos (Dutch Top 40)                 | 40             |
| Países Bajos (Mega Single Top 100)          | 39             |
| Nueva Zelanda (Recorded Music NZ)           | 50             |
| Noruega (VG-lista)                          | 13             |
| Escocia (Scottish Singles Sales Chart)      | 9              |
| España (Top 100 Canciones)                  | 3              |
| Suecia (Sverigetopplistan)                  | 33             |
| Suiza (Schweizer Hitparade)                 | 31             |
| Reino Unido (UK Singles Chart)              | 5              |
| Reino Unido (UK Dance Chart)                | 4              |
| Reino Unido (UK Indie Chart)                | 2              |

| Lista (2002)               | Posición |
| -------------------------- | -------- |
| Canadá (Nielsen SoundScan) | 52       |
| España (PROMUSICAE)        | 17       |
| UK Singles (OCC)           | 198      |

## Historial de lanzamientos
| País           | Fecha               | Formato(s)         | Discográfica | Ref.   |
| -------------- | ------------------- | ------------------ | ------------ | ------ |
| Estados Unidos | 3 de junio de 2002  | Active rock, radio | Maverick     | [ 47 ] |
| Reino Unido    | 1 de julio de 2002  | Vinilo 12", CD     | XL           | [ 48 ] |
| Australia      | 15 de julio de 2002 | CD                 | XL           | [ 49 ] |